# Italiani nella Legione straniera francese
(Motto dei legionari)
La presenza di volontari italiani nella Legione straniera francese è sempre stata numerosa. Dal 1831 al 2014 vi servirono circa in sessantamila. Ex ufficiali o soldati dell'esercito napoleonico, patrioti del Risorgimento, aristocratici, criminali incalliti, antifascisti, ebrei perseguitati dalle leggi razziali, anarchici, fascisti, repubblicani e avventurieri, molti furono quelli che cercarono rifugio o azione sotto il kepì bianco.

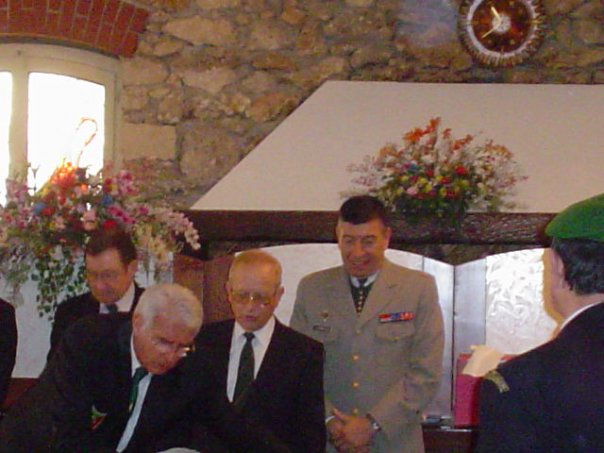
Vicenza 2004. A destra il generale Franceschi, ex comandante della Legione straniera. Alla sua destra Vittorio Tresti, ex generale dell'Armée de terre

Nel corso della prima guerra mondiale un'intera unità fu composta interamente da italiani: la Legione Garibaldina. Nel 1939 si arruolarono nella Legione 639 italiani, mentre dal 1944 al 1954, anno della caduta della fortezza di Dien Bien Phu, circa 10.000 italiani erano stati arruolati nella Legione straniera e per la maggior parte erano emigrati clandestinamente in Francia. Alla caduta della fortezza oltre 5.000 legionari italiani combattevano nella guerra d'Indocina, più di un migliaio erano i prigionieri di guerra italiani dei Viet Minh e oltre 1.300 erano i caduti in combattimento dal 1946.
In una seduta del parlamento italiano del 13 ottobre 1950, Gian Carlo Pajetta stigmatizzava il fatto che ci si facesse vanto, in alcuni settori politici, dell'impiego di legionari italiani in Indocina: "Vedete, l'espressione vi potrà sembrare forte, ma al riguardo posso citarvi un giornale che si pubblica a Roma, un giornale che sostiene con entusiasmo la vostra attuale politica militare; mi riferisco al giornale di Santi Savarino. In questo giornale, proprio ieri, a proposito delle truppe francesi in Indocina, della Legione straniera in Indocina (nella quale noi sappiamo quanti "poveri cristi" italiani siano andati a finire, e per quali ragioni) si è scritto: «Finora, si è detto troppo poco che migliaia di italiani si battono contro i rossi in Indocina. E si battono nella Legione straniera!» Dunque, si battono nella parte più coloniale delle truppe coloniali della Francia! Di questi ci si fa vanto!.
Tra i legionari italiani con più decorazioni militari spiccano il romano Giovanni Bettazzi e il trapanese Francesco Panitteri combattenti nella guerra d'Indocina, mentre il veterano più anziano fino al 2010 era il sottufficiale Federico Colombatto, classe 1913 di Ivrea, arruolatosi nella Legione nel 1935 e deceduto a Caluso proprio nel corso dello stesso anno e, infine, il legionario che ha raggiunto il grado più elevato di generale di divisione è stato il piemontese Vittorio Tresti, arruolatosi nell'ottobre del 1958.
Nel 1998 i legionari italiani erano circa sessanta mentre nel 2008 gli italiani arruolati ammontavano, secondo fonti ufficiali del Corpo, a circa una cinquantina di unità, la maggior parte sottufficiali e graduati.

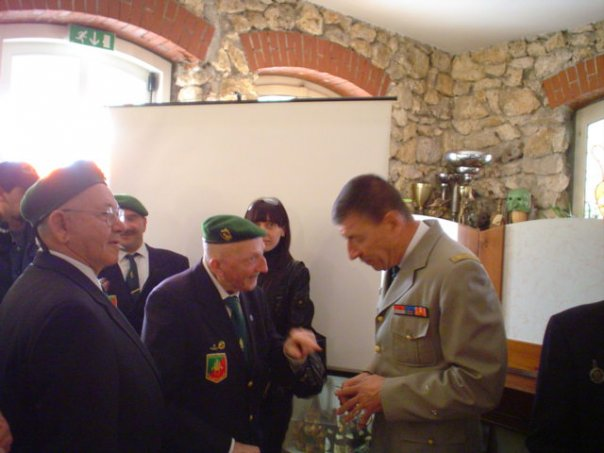
Vicenza 2004. Il generale Franceschi a colloquio con l'ex legionario Federico Colombatto

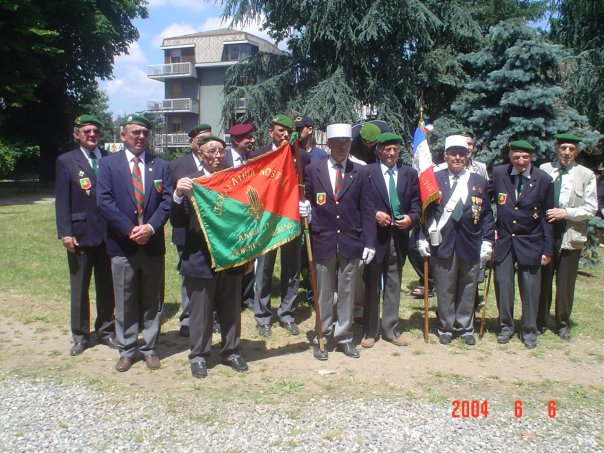
Magenta, 6 giugno 2004. Ex legionari Dell'anima ripresi dopo la sfilata in ricordo della battaglia di Magenta. Penultimo a destra Federico Colombatto, il legionario più anziano d'Italia nel 2004

 Segue ora un elenco alfabetico che, come criterio, tiene conto di legionari che siano stati personaggi storici, menzionati nelle cronache nazionali o internazionali oppure siano autori di pubblicazioni di memorie esperienziali.

## Dal 1831 al 1913
- Andrea Ferrari (Napoli, 1770 – Terracina, 1849), patriota e generale pontificio. Ex ufficiale della cavalleria napoleonica, in Italia partecipò ai moti rivoluzionari del 1820 in seguito ai quali fu costretto a rifugiarsi all'estero tra le file dei costituzionali francesi arruolandosi poi, nel 1831, nella neonata Legione straniera francese con il grado di tenente aiutante maggiore. Combattente nella campagna d'Algeria, Andrea Ferrari percorse tutti i gradi, fino a quello di tenente colonnello comandante la Legione stessa, distinguendosi per singolare fermezza di carattere ed esemplare valore. Passata la Legione al servizio della Spagna, comandò come colonnello nella guerra contro i Carlisti; ed il 26 aprile 1836 rimase ferito a Tirapegni, ove ebbe luogo uno dei combattimenti più gloriosi di quella campagna. Sciolta la Legione nel 1838 a causa della decimazione della truppa per malattia, rientrò in Francia, ove rimase in servizio del Corpo col grado di tenente colonnello fino al 1844, quando chiese di essere messo a riposo.

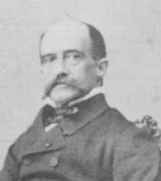
Il senatore Francesco Arese Lucini

- Francesco (Francois) Zola (Venezia, 1795-Aix-en-Provence, 1847), padre del celebre romanziere Émile Zola. Frequentò l'accademia militare a Pavia, Parigi e Modame dal 1810 al 1812, dalla quale uscì con il grado di sottotenente dell'artiglieria a cavallo dell'esercito imperiale francese del principe Eugenio di Beauharnais. Alla caduta di Napoleone Bonaparte, servì, dal 1815 al 1821, in un reggimento dell'esercito austriaco. Tra il 1817 e il 1818 frequentò l'università degli Studi di Padova ove si laureò in ingegneria. Francesco Zola "è un tipo avventuriero alla Stendhal, appassionato sino alla follia del proprio lavoro" (A. Lanoux). Di idee politiche liberali, carbonaro e massone, lasciata la carriera militare, nel 1830 si recò in Austria dove, come ingegnere capo, progettò la costruzione della ferrovia Linz-Budweis, che è considerata la prima linea ferroviaria del continente europeo, esclusa l'Inghilterra. Lavorò nei Paesi Bassi, Inghilterra e, infine, in Francia, dove tra il luglio del 1831 e il 1833 prestò servizio nella neonata Legione partecipando alla conquista dell'Algeria. Arruolato come sottotenente ad Algeri, lo Zola si innamorò di una donna maritata e per lei commise un furto in un negozio di abbigliamento. Scoperto, le autorità militari per ordine del Duca di Rovigo, obbligarono il capitano Zola alle dimissioni dalla Legione. Era il 15 gennaio 1833. Congedato suo malgrado si stabilì a Marsiglia e poi a Parigi. Nel 1843 progettò la costruzione del canale di Aix-en-Provence. Morì il 27 marzo del 1847 lasciando la famiglia in ristrettezze economiche.[7]

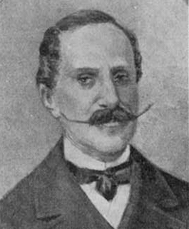
Il senatore Ottaviano Vimercati

- Filippo Agresti (Napoli, 1797 – Napoli, 1865), patriota. Si arruolò nella Legione nel 1831 e combatté in Algeria.
- Raffaele Poerio (Catanzaro, 1792 - Torino, 1853), patriota. Figura tra le più rappresentative degli italiani nella Legione. Esule in Francia si arruolò nel Corpo nel 1832 assumendo il comando del V Battaglione. Servì per diciassette anni fino a raggiungere il grado di colonnello.
- Francesco Arese Lucini (1805-1881), patriota e senatore del Regno. Nato a Milano il 14 agosto 1805, fu nominato senatore il 26 novembre 1854, morì a Milano il 25 maggio 1881. Ricco patrizio milanese, fu esule per motivi politici fin dal 1831 in Francia. Nel 1832 fu volontario nella Legione a servizio della Francia nella campagna di conquista dell'Algeria. Francesco Arese Lucini fu uno dei principali promotori delle Cinque giornate di Milano nel 1848. Dopo la rioccupazione austriaca del suo paese riparò in Piemonte nel Regno di Sardegna dove ottenne la cittadinanza sarda. Colle sue relazioni di dimestichezza antica con Napoleone III di Francia, imperatore dei francesi, si adoperò efficacemente per l'alleanza della Francia col Piemonte nella guerra del 1859. Legato in amicizia coi più eminenti uomini politici d'Italia ebbe molta parte fra i più benemeriti del suo Risorgimento. Fu vicepresidente del senato nelle due sessioni 1863 e 1873-74.
- Sebastiano Montallegri (Faenza, 1784 – Spagna, 1839) è stato un patriota e militare italiano, ex ufficiale napoleonico partecipò ai moti romagnoli del 1831-1832, costretto all'esilio nel 1833 riparò nella Legione con il grado di capitano, tra le cui file trovò la morte nella prima guerra carlista di Spagna nel 1839.
- Carlo Pepoli, letterato e patriota.
- Ugo Pepoli (1818-1896), patriota. Nato il 13 ottobre 1818 partecipò, nel 1843, alla spedizione Ribotti e, a causa di questo, fu costretto all'esilio in Francia. Entrò quindi nelle Legione e prestò servizio in Algeria sotto gli ordini del colonnello Raffaele Poerio. Partecipò alle campagne del 1848 e 1849 e, dopo di esse, tornò esule in Francia. Nel 1855 prese parte alla guerra di Crimea e, sempre lo stesso anno, entrò a far parte del 1er Régiment étranger della Legione Anglo-italiana col grado di capitano e vi militò fino al suo scioglimento l'anno successivo. Nel 1859 entrò nell'esercito dell'Italia centrale e poi in quello italiano, raggiungendo il grado di generale. Nel 1876 fu nominato da Vittorio Emanuele II, di motu proprio, suo aiutante di campo onorario. Morì nel 1896.

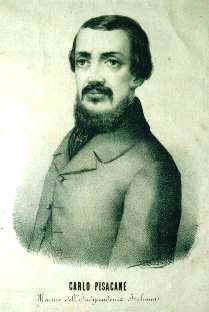
Carlo Pisacane

- Girolamo Borgazzi (Milano, 1808-1848), patriota, nel 1829 emigrò in Francia. Nel 1834 aderì alla "Giovane Italia" di Giuseppe Mazzini e tentò l'insurrezione della Savoia. Arrestato dalla polizia francese e deportato in Algeria, si arruolò nella Legione ove combatté con coraggio al punto da guadagnarsi i gradi di sergente maggiore. Nel 1836 combatté, sempre con la Legione, in Spagna, fu promosso tenente e ottenne altre onorificenze dalla regina Isabella II di Spagna. Nel 1843 lasciò la Spagna e rientrò in Italia. Assunto come ispettore delle Ferrovie durante la costruzione della ferrovia Milano-Venezia, nel 1848 partecipò alle Cinque giornate di Milano e condusse 4.000 insorti all'assalto di Porta Comasina, dopo aver tentato di impadronirsi della polveriera di Lambrate. Dopo un violentissimo assalto fu colpito da una palla al petto e morì.
- Domizio Regnoli (Milano, 17 novembre 1811 - 18 giugno 1876), patriota. Ebbe parte attiva nei moti del 1831, combatté al monte di Cesena il 20 gennaio 1832. Incarcerato e rilasciato andò esule in Francia, ove si arruolò nella Legione nella quale combatté e fu ferito in Algeria. Rientrato in Italia partecipò alle campagne del 1848-1849. Nella difesa di Vicenza, il 10 giugno 1849, rimase ferito e meritò per i suoi atti di valore di essere citato all'ordine del giorno.
- Augusto Anfossi (1812-1848) di Nizza. Esule dal Regno di Sardegna dopo il 1831, si arruolò nella Legione, poi emigrò in Egitto, raggiungendo il grado di colonnello dell'esercito di Ibrāhīm Pascià. Accorse in Italia alle prime avvisaglie di libertà, e trovò morte a Milano nella quarta giornata di quella storica lotta.
- Giovanni Andrea Pieri, patriota, partecipò all'attentato a Napoleone III di Francia
- Giuseppe Broggi (Milano, 1814-1848), patriota. Esule in Francia combatté in Algeria nella Legione. Rientrato in Italia fu una delle prime vittime delle "Cinque giornate di Milano", combattendo a Porta Orientale.

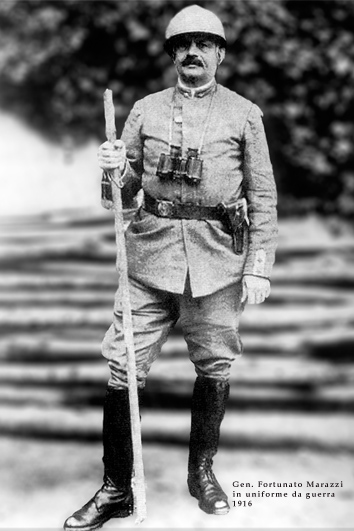
Il tenente generale Fortunato Marazzi nella prima guerra mondiale.

- Giovanni Gervasoni (Crema, 1816 - Ancona, 1849) patriota. Nacque a Crema il 30 aprile 1816. Sacerdote, abbandonò la veste talare e si arruolò nella Legione. Combatté in Algeria distinguendosi per valore nei combattimenti a cui prese parte. Uccise in duello un ufficiale dal quale era stato pesantemente offeso. Emigrato in Spagna, nel 1848 rientrò a Bologna combattendo nel Battaglione Universitario Romano come tenente. Morì l'8 luglio 1849 a causa di una ferita riportata in un'azione militare sul monte Marino nei pressi di Ancona.
- Ottaviano Vimercati, aristocratico di Milano, diplomatico e senatore del Regno d'Italia. Si arruolò nella Legione nel 1841 e come ufficiale comandante di un reparto di Spahis algerini partecipò alla conquista di Deida e Mascara (Algeria), ove per il coraggio dimostrato fu decorato della Legion d'onore. Nel 1859, come ufficiale di stato maggiore del generale François Certain de Canrobert, prese parte alla seconda guerra d'indipendenza e fu il primo soldato ad entrare nella città di Crema liberata dagli austriaci.[8][9]
- Carlo Pisacane, patriota. Prestò servizio come ufficiale nella Legione, tra il 1847 e il 1848.
- Natalino De Filippi (Torino, 1827-1898), patriota. Prestò servizio nella Legione dal marzo del 1847 al giugno del 1848. Caporale furiere del 2º Reggimento straniero prese parte alla campagna del Rissodor e di Mogador. Tornato in Italia allo scoppio della prima guerra d'indipendenza, combatté nella campagna dell'Italia meridionale del 1860 con i volontari di Giuseppe Garibaldi, nella terza guerra d'indipendenza del 1866, ove fu decorato della medaglia d'argento al valor militare per il coraggio dimostrato nella battaglia di Monte Suello con il 1º Reggimento volontari italiani e nella campagna dell'Agro Romano del 1867[10].
- Gustavo Bertollo (1830-1863), morto il 30 aprile nella battaglia di Camerone in Messico e Lai Casimir (1830-?), tamburo del capitano Danjou, ferito e uno dei pochi sopravvissuti a Camerone.

- Famiglia Cecconi di Lucca:

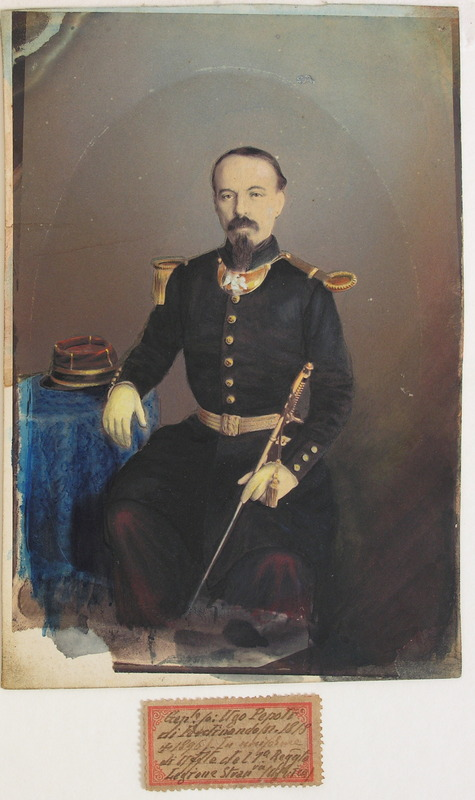
1855. Il sottotenente Ugo Pepoli del 1º Reggimento Straniero

- Giuseppe, arruolato nella legione nel 1832, si congedò con il grado di sergente maggiore nel 1863 con 31 anni di servizio.
- Ippolito, suo fratello, caduto in combattimento nel corso della presa di Sebastopoli nel 1855.
- Augusto, fratello dei precedenti, servì presso il 2º Reggimento straniero nel 1852, si congedò dopo 11 anni di servizio.
- Mario, figlio di Giuseppe; sergente al 1er Régiment étranger, ferito e fatto prigioniero nella campagna del Messico nel 1863, evase dal campo di prigionia e, raggiunto il Rio Grande del Texas, si trasferì a New Orleans ove fu rimpatriato. Promosso aiutante terminò la sua carriera militare come comandante nel 1890.
- Antonio Gomez, patriota discusso. Prestò servizio nella Legione in Algeria dal maggio 1853 al giugno 1855. Il 7 dicembre 1855 fu condannato a Marsiglia a sei mesi di carcere per abuso di confidenza, scontata la pena emigrò in Inghilterra. Nel 1858, con Felice Orsini e Carlo Di Rudio partecipò all'attentato a Napoleone III di Francia. Condannato ai lavori forzati fu poi graziato.
- Raffaele Cadorna, generale e senatore del Regno d'Italia.
- Francesco Saverio de Mérode, arcivescovo cattolico belga, fu un grande protagonista dell'urbanizzazione di Roma capitale.
- Adolfo Wolf, patriota di origine prussiane e combattente in Italia nel 1866 con Garibaldi. Confidente di Giuseppe Mazzini, si scoprì che era una spia al soldo di Napoleone III di Francia.
- Domenico Bassetti (Lasino, 20 gennaio 1820-Lakhdaria, 21 aprile 1871), patriota. Combatté nella seconda guerra d'indipendenza del 1859 nella battaglia di Palestro. Emigrato in Francia si arruolò nella Legione in Algeria, ove fondò nel 1867 la cittadina di Palestro, oggi Lakhdaria a circa 77 chilometri da Algeri. Qui vi morì il 21 aprile del 1871 trucidato con tutta la popolazione, composta interamente da emigrati italiani, da arabi rivoltosi. Bassetti fu onorato con il titolo di «Eroe nazionale francese» e venne ricordato dal governo parigino con l'erezione a Palestro di un monumento, abbattuto dopo l'indipendenza algerina per costruire una moschea[11].
- Agostino Landini (Forlì,1837-1908), patriota. Prese parte alle campagne del 1859 e 1860 fra i garibaldini. Fu ferito a Milazzo e nella battaglia del Volturno, poi nel 1867 a Monterotondo e a Mentana, infine nei Vosgi in Francia nel 1870. Nel 1873 fu in Spagna combattente nel battaglione di Josè Domingo e nel 1876-1877 caporale nella Legione in Serbia e Montenegro, rimanendovi fino alla proclamazione dell'indipendenza.
- Fortunato Marazzi, (Crema, 1851 - 1924), conte, generale e deputato. Nel 1870, a Cagliari, disertò dalla marina militare italiana, ove prestava servizio come cadetto, per accorrere in Francia al seguito di Garibaldi. Si arruolò, dietro i consigli pressanti del padre e i buoni uffici di politici francesi amici, nella Legione. Combatté nella guerra franco-prussiana del 1870-1871 come sottotenente a titolo straniero e con una ferma per la durata della guerra. Partecipò alla liberazione di Parigi dai "Comunardi", ove fu promosso al grado di tenente per merito nel febbraio del 1872 e nella campagna di conquista dell'Algeria.
- Aristide Merolli (San Giovanni, 1885-1947). È annoverato tra le figure eroiche del Corpo. Emigrato in Francia nel 1911, si arruolò nella Legione. Addestrato a Sidi Bel Abbes, l'anno seguente fu trasferito in Marocco come caporale al 1º reggimento di marcia del 1° RE. Ferito gravemente nel combattimento di Sidi Belkacem nel giugno 1914, il Merolli fu promosso al grado di sergente. Nel 1916 fu trasferito sul fronte francese e per il valore dimostrato fu decorato della Medaglia militare e promosso sottotenente. Alla fine della guerra fu trasferito in Marocco, ove imperversava la ribellione delle tribù locali, assegnato al 3 REI e poi al 1° RE, si meritò quattro citazioni e la medaglia della Legion d'onore. Promosso capitano, nel 1925 rientrò a Sidi Bel Abbes con incarichi amministrativi. Nel 1934 fu nuovamente in azione in Marocco e, infine, nel 1938 fu congedato. Aristide Merolli, nel 1937, pubblicò le sue esperienze di legionario in: "La grenade héroique. Avant la tourmente", Ed. A. Moynier, Casablanca, Fès, 1937.[12][13]

## Dal 1914 al 1918
- Peppino Garibaldi, comandante la Legione Garibaldina in Francia nel 1914;
- Ricciotti Garibaldi (1881-1951), capitano;
- Sante Garibaldi (1885-1946), tenente;
- Bruno Garibaldi (1889-1914), sottotenente;
- Costante Garibaldi (1891-1915), aiutante capo;
- Ezio Garibaldi (1894 – 1971), aiutante.

Tutti nipoti dell'Eroe e figli di Ricciotti Garibaldi. Ufficiali e sottufficiali della Legione Garibaldina, facente parte del IV Reggimento del 1º Reggimento straniero. Bruno e Costante caddero in combattimento nel 1914-'15 nelle Argonne.
- Ricciotto Canudo (1877-1923), poeta e scrittore. Allo scoppio della prima guerra mondiale, nell'agosto del 1914 si arruolò nella Legione e, come tenente a titolo straniero, fu aggregato alla Legione Garibaldina raggruppata nel IV Reggimento di marcia del 1º reggimento della Legione. Combatté nelle Argonne e nel 1915, con l'entrata in guerra dell'Italia e il conseguente scioglimento dei garibaldini, fu distaccato a Orano presso il 2º reggimento straniero. Nominato capitano fu distaccato al 1º reggimento di marcia d'Africa e ottenne il comando di una compagnia di zuavi operante sul fronte d'Oriente, in Macedonia e nei Dardanelli. Ferito in combattimento ebbe numerose decorazioni al valor militare.[14]

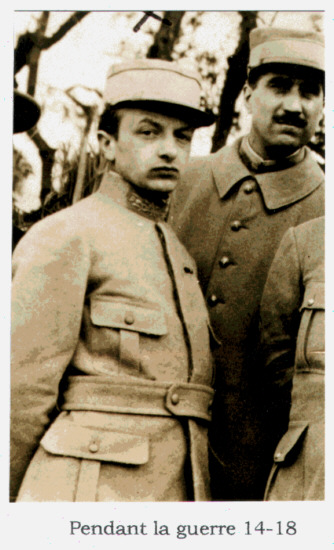
L'ufficiale medico Henry Lentulo nel 1914

- Fausto Zonaro, sottotenente del IV Reggimento di marcia del 1° RE (Legione Garibaldina). Figlio primogenito del noto pittore Fausto Zonaro cadde in combattimento il 5 gennaio del 1915 nella Foresta delle Argonne.
- Curzio Malaparte, volontario nella Legione Garibaldina nel 1914.
- Henry Lentulo (Nizza, 17 novembre 1889-Gap, 27 gennaio 1981), è stato un pioniere dell'odontoiatria. Nato a Nizza da genitori italiani di origine piemontese, il padre Gaetano era nativo di Ceva mentre la madre Caterina Operti di Cuneo, nel 1912 si laureò all'università reale di Torino chirurgo dentista. Di idee politiche socialiste, nell'agosto del 1914, si arruolò nella Legione nel 1º reggimento di marcia, come legionario di seconda classe. Nell'ottobre dello stesso anno fu distaccato presso la Legione Garibaldina del IV Reggimento di marcia del 1° RE, come medico ausiliario. Nell'aprile del 1915 con lo scioglimento dei garibaldini, Lentulo fu destinato al 2º Reggimento straniero a Orléans e successivamente al 359º reggimento di fanteria. Nel luglio 1916 combatté a Verdun e nel 1918 fu destinato a Milano per organizzare il Centro di Chirurgia maxillo-facciale. Fu nominato cavaliere della Legione d'onore e decorato della Croce di guerra con la stella di bronzo. Autore di numerosi scritti scientifici, si naturalizzò francese solamente nel 1925.[15]Uno strumento canalare in endodonzia, da lui inventato, viene ancora oggi chiamato ”Lentulo”.
- Clodomiro Natoli (1893-1917), figlio di Luigi Natoli autore de I Beati Paoli. Di fede repubblicana, nel 1914 si arruolò a Parigi nella Legione Garibaldina. Sopravvissuto ai combattimenti nelle Argonne, nella primavera del 1915 fu trasferito in Italia e combatté nell'esercito italiano sul Carso, come sottotenente. Morì durante un'esercitazione militare nel 1917 colpito al cuore da una scheggia di bomba a mano.
- Lazzaro Ponticelli: è stato uno degli ultimi combattenti sopravvissuti della prima guerra mondiale. Nel 1914 fu incorporato nella Legione Garibaldina, esattamente nel terzo battaglione, decima compagnia, del IV Reggimento di marcia al comando del capitano Antonio Bruera.
- Camillo Barany Hindard (Paullo, 1889-Etiopia, 1936). Nel 1914 si arruolò nella Legione Garibaldina a Parigi e fu incorporato nel IV Reggimento di marcia della Legione. Combatté nelle Argonne. Decorato alla memoria della medaglia d'oro al valor militare durante la campagna dell'Africa Orientale del 1936.
- Gabriele Foschiatti (Trieste, 1889-Dachau, 1944). Volontario nel 1914 nella Legione Garibaldina combatté nelle Argonne. Partigiano irredentista, mazziniano, nel 1943 fu deportato nel campo di sterminio nazista a Dachau, ove morì.
- Camillo Marabini (Camerino-Parigi, 1965), mazziniano, scrittore e uomo politico. Nel 1914 si arruolò a Parigi nella Legione Garibaldina come tenente, poi promosso per merito capitano.
- Friedrich Glauser, scrittore di origine svizzera ma deceduto in Italia.

## Dal 1930 al 1938
- Duilio Lagazzi (Castello di Serravalle, 25 gennaio 1902-?), antifascista. Fornaciaio iscritto al Partito Socialista Italiano, emigrò in Francia nel 1930 e si arruolò nella Legione. Dopo il rimpatrio in Italia fu sottoposto a sorveglianza speciale da parte della polizia fino al 1937, quando fu radiato dall'elenco dei sovversivi.[16]
- Dino Del Favero (Venezia, 31 maggio 1910-Cheren, 15 marzo 1941). Emigrato in Francia si arruolò nella Legione a Gap nel settembre del 1931. Dopo un periodo di addestramento a Sidi Bel Abbes in Algeria, fu assegnato al 1° REI in Marocco ove partecipò al combattimento di Koucer nel settembre del 1933. Nel 1935 fu distaccato al 3° REI. Nel 1938 sottoscrisse un nuovo arruolamento di cinque anni. Nel 1940, caporale della 13ª D.B., prese parte alla campagna di Norvegia combattendo a Bjervik e a Narvik il 28 maggio rimanendo ferito. Evacuato in Inghilterra, Favero aderì alle Forze francesi libere di Charles de Gaulle. Nel settembre del 1940 fu trasferito a Dakar in vista della campagna d'Africa contro le truppe dell'Asse. In Eritrea combatté contro le truppe italiane e a Cheren, il 15 marzo 1941, fu ucciso in combattimento. Fu decorato alla memoria da Charles de Gaulle, Compagnon de la Liberation (23 giugno 1941), Croce du Guerra 39/45 (due citazioni), Croce di combattente e Medaglia dei feriti.[17]

Il sergente Augusto Bruschi caduto in combattimento a Cheren nel 1941

- Silvano Ceccherini (Livorno, 1915-1974), scrittore.
- Vittorio Landini (Pianoro, 24 ottobre 1902-?), antifascista. Operaio verniciatore, nel 1922 fu espulso dall'Avanguardia fascista e nel 1930 emigrò clandestinamente in Francia. Nel 1936 si arruolò nella Legione. Nel 1934 fu classificato dalla polizia fascista come comunista e fu emesso un mandato di cattura in caso di un suo rientro in Italia.[18]
- Ilo De Franceschi (Trieste, 1903-1985), antifascista. Nato in una famiglia aristocratica triestina, alla fine degli anni venti, a causa della sua opposizione al fascismo, fu imprigionato. Nel 1937, a 34 anni d'età, si arruolò nella Legione per una delusione amorosa. In servizio in Marocco, il 19 dicembre del 1938 iniziò casualmente una relazione epistolare che durò due anni, con Madeleine Alain, una ragazza francese. Il contenuto di queste lettere sarà poi pubblicato da Ariane Ascaride in Ecrivez-moi, Madeleine, Editions de l'Aube, nel 1989. Nel 1971 a Parigi, al Circolo degli Amici dell'UNESCO, Ilo De Franceschi presenterà il libro di Alfredo Seriani (1923-2005) intitolato: Gita sull'altopiano.
- Alfonso (Alphonse) Bachetti (1902-Besançon, 1969). Nato in Italia emigrò in Francia a Besançon nel 1913 lavorando come operaio forestale. Nel 1938 si arruolò nella Legione a Sidi Bel Abbes, ferito in Norvegia nel giugno 1940. Alla resa della Francia raggiunse le Forze francesi libere di Charles de Gaulle a Londra per combattere i nazisti. Partecipò alla campagna di Siria, Egitto, Libia, Tunisia, Italia e alla liberazione della Francia. Nel 1947 ottenne la cittadinanza francese.[19]
- Augusto Bruschi (Oristano, 8 marzo 1920-Cheren, 14 marzo 1941). Il padre, muratore, emigrò in Corsica a Frasseto. I cinque fratelli si erano arruolati nella Legione e così anche Augusto li raggiunse nel Corpo il 2 settembre 1938 a Aiaccio. Incorporato nella 13ª D.B, partecipò ai combattimenti di Bjervik e Narvik in Norvegia. Evacuato colla sua unità in Inghilterra nel giugno 1940, aderì al movimento della France libre del generale Charles de Gaulle. Nominato sottufficiale, nel settembre 1940 prese parte all'operazione "Menace" nell'Africa occidentale volta all'occupazione di Dakar. Destinato poi alle operazioni in Eritrea con la Brigata francese d'Oriente, Augusto Bruschi fu ucciso in combattimento contro le truppe italiane il 14 marzo 1941 durante un attacco teso a occupare la linea ferroviaria Cheren-Massaua. Fu decorato cavaliere della Legion d'onore, della Croce di Compagno della Liberazione (23.6.1941) e della Croce di guerra 39/45 con palme.[20]
- Angelo Sidoli (Vassalli di Vigoleno, 9.03.1927- Fidenza in Parma, 2012 ) Dopo aver combattuto dall'età di diciotto anni a quella di ventidue come Partigiano contro il Regime Fascista, si trasferì in Francia durante l'Aprile del 1952, dove si arruolò nella Legione Straniera. Nel 1953 venne addestrato come paracadutista in Algeria. Durante i primi mesi del 1954 combatté in Indocina. Tornò in Italia il 7.11.1954.
- Mario Carletto (Limone Piemonte, 30 dicembre 1917-Indocina, 26 marzo 1946). Emigrato in Francia, Carletto si arruolò nella Legione il 12 novembre del 1938. Dopo un periodo di addestramento a Sidi Bel Abbes, nel maggio del 1939 fu distaccato al 2° REI a Meknès, ove fu segnalato per il suo ottimo comportamento e promosso caporale. Trasferito al 3° REI, il 12 dicembre 1942 fu promosso sergente. Partecipò alla campagna di Tunisia, d'Italia e di Francia. Promosso sergente-capo nell'aprile del 1945 fu inviato in Indocina ove morirà, il 26 marzo del 1946, in un'imboscata dei Viet Minh. Fu decorato della Croce di guerra e, postuma, della Medaglia militare, la più alta decorazione francese.[21]

## Dal 1939 al 1944
- Gildo Caputo (Parigi, 1904-1987), mercante d'arte, si arruolò nella Legione nel 1939.
- Giulio Cesare Silvagni, antifascista. Servì nella Legione nella 13ª D.B nella campagna del nord Africa contro le truppe dell'Asse, in Italia e in Francia. Raccontò le sue esperienze di guerra in due scritti: "La peau des mercenaires" del 1954 e "La Légion marche sur Rome" nel 1961.
- Ettore Toneatti (Clauzetto, 2 dicembre 1910-Cheren, 15 marzo 1941), antifascista. Dopo gli studi primari e un'occupazione come muratore, emigrò in Francia e il 17 maggio 1939 si arruolò nella Legione per 5 anni. Naturalizzato francese partecipò con la 13ª D.B alla campagna di Norvegia e fu ferito nel corso delle operazioni il 6 giugno 1940. Rimpatriato nel Regno Unito, aderì al movimento della France libre del generale Charles de Gaulle con lo pseudonimo di Hector Girard. Trasferito in Africa occidentale, sbarcò il 1º gennaio 1941 in Camerun. Con la Brigata francese d'Oriente, posta agli ordini del colonnello Raoul Monclar, Ettore Toneatti prese parte, con il grado di legionario di 2ª classe della 13ª D.B, alla campagna d'Eritrea contro le truppe italiane. Morì il 15 marzo 1941 nei combattimenti per la presa della città di Cheren a l'Engiahat, ove fu sepolto. Fu decorato della Croce di Compagno della Liberazione (23 giugno 1941) e della Croce di guerra 39/45 con palme.[22]
- Gigi Guadagnucci (Massa, 1915-2013), scultore. Per motivi politici, nel 1936 emigrò in Francia a Grenoble. Nel 1939 si arruolò nella Legione ed alla disfatta della Francia entrò nella Resistenza. Rientrato in Italia tra il 1950 e il 1953, si stabilì definitivamente a Parigi. Nel 1951 vinse il Premio Lorenzo Vicini a Forte dei Marmi e il Premio Interregionale di Marina di Massa. Nel 1983 il ministro francese della cultura, Jack Lang, gli conferì il titolo di Cavaliere dell'Ordine delle Arti e delle Lettere.
- Jean Rossi, antifascista. Si arruolò nella Legione nel febbraio del 1939. Con la 13ª D.B. prese parte alla campagna di Norvegia. Evacuato in Inghilterra aderì al movimento della France libre del generale Charles de Gaulle. Trasferito in Camerun, partecipò alle operazioni in Sudan, Egitto, Libia, alla campagna d'Italia e alla liberazione della Francia. Si congedò nel 1945. Raccontò le sue memorie di guerra in: Matricule 80546. Journal de campagne d'un légionnaire italien en service de la France, Ouest-France, 2000.
- Giambattista Lazagna (1923-2003), antifascista, partigiano comunista e avvocato. Nato in una famiglia appartenente all'élite genovese, antifascista e borghese con stretti legami alla nobiltà locale, Giambattista Lazagna fu giovanissimo avverso al fascismo e nel 1938 compì, d'accordo con i propri genitori, i primi studi in un Liceo di Nizza gestito dalla Curia, allo scopo di ricevere una formazione apolitica e libera. Si arruolò nella Legione poco dopo, ma nel 1942 fece ritorno a Genova. Con lo pseudonimo di "Carlo", dal 1943 al 1945, fu partigiano della divisione garibaldina "Pinan Chichero", operante nella Val Borbera. Decorato della medaglia d'argento al valor militare per meriti durante la Resistenza. Militante comunista dal 1942 al 1972, fu coinvolto in indagini della magistratura italiana riguardante il terrorismo brigatista.
- Gustavo Camerini (Alessandria d'Egitto, 1º settembre 1907-Varese, 26 settembre 2001), antifascista, ufficiale a titolo straniero e avvocato. Dopo il servizio militare effettuato in Italia nel 1929, proseguì gli studi universitari in giurisprudenza laureandosi avvocato. Nel settembre 1939 trovandosi a Parigi, si arruolò nella Legione e il 1º marzo del 1940 fu promosso sottotenente. Distaccato alla 13ª D.B. combatté in Norvegia. Il 18 giugno nel Regno Unito aderì alle Forze francesi libere, ossia la France libre, il movimento politico di Charles de Gaulle con lo pseudonimo di Clarence. Nel settembre 1940 partecipò alla spedizione a Dakar. Promosso tenente nel 1941, prese parte alla campagna d'Eritrea e, combattendo contro le truppe italiane, fu ferito nella presa di Massaua l'8 aprile 1941. Combatté in Siria, nella battaglia di Bir Hacheim, nella battaglia di El Alamein e in Tunisia. Durante la campagna d'Italia fu ferito l'8 maggio 1944 a Pontecorvo e a Radicofani. Promosso per merito capitano, fu distaccato presso l'ambasciata francese a Roma, ma il 12 ottobre 1945, a Parigi, fu congedato. Ritornato in Italia diventò avvocato della Corte di Appello di Milano e poi della Corte di cassazione. Fu tra le 1.038 personalità insignite della prestigiosa onorificenza dell'Ordine della Liberazione, istituita nel 1940 a Brazzaville da Charles de Gaulle. Inoltre è stato decorato di Commendatore della Legion d'onore, Compagno della Liberazione, Croce di guerra 1939-1945, Medaglia coloniale, Medaglia dei feriti, Medaglia del levante, Ordine di Sant Olaf (Norvegia) e Croce di guerra (Norvegia). Postume sono state pubblicate le sue memorie di guerra in: Gustavo Camerini, Ce soir nous monterons tous au paradis, Ed. A. BarthélémY, 2002.[23]

Il legionario Giuseppe Bottai all'atto dell'arruolamento nel 1944.

- Umberto Marzocchi, militante anarchico. Si arruolò nella Legione nel 1940 e con la sconfitta della Francia, aderì alla Resistenza francese.
- Giuseppe Porcu (Dolianova, Cagliari, 2 ottobre 1920 - Genk, 12 ottobre 2009), antifascista. Militare di leva nel 1940, a Torino, entrò in contatto con numerosi dissidenti e incominciò a sviluppare una coscienza politica antifascista. Alla vigilia della guerra, per punizione fu trasferito in una caserma di montagna al confine con la Francia, dalla quale fuggì oltrepassando la frontiera. Arruolatosi nella Legione combatté inizialmente contro i Tedeschi e poi nel Nordafrica. Ammalatosi di pleurite, ritornò in Francia, dove entrò a far parte della resistenza francese durante l'inizio dell'occupazione nazista. Arrestato, fu affidato dal governo di Vichy alle autorità italiane che lo carcerarono immediatamente. Detenuto nel settembre del 1943 nel carcere militare di Peschiera del Garda fu consegnato dalla Repubblica di Salò ai nazisti e deportato nel Campo di concentramento di Dachau, ove trascorse due anni riuscendo a sopravvivere fino alla liberazione dell'aprile del 1945. Rimpatriato in Francia, lavorò successivamente nelle miniere per poi trasferirsi a Genk in Belgio, dove morì nel 2009 .  È autore de "Gli anni sospesi", un saggio sulla sua esperienza personale di detenuto a Dachau.
- Silvano Mazloum (Milano, 16 agosto 1926). Figlio di madre italiana e padre egiziano, compì i suoi primi studi a Nizza, in Egitto al Cairo e a Milano, ma si laureò all'Università della California (Berkeley) in scienze economiche solamente a 42 anni d'età, nel 1968. Nel 1943, a Dakar in Senegal, si arruolò volontario nelle Forze francesi libere e transitò nella Legione aderendo così alla France libre di de Gaulle. Prestò servizio a Brazzaville, Marrakech, Sidi Bel Abbes e a Setif ottenendo la qualifica di tiratore scelto e il brevetto di paracadutista. Nel 1944 partecipò alla campagna d'Italia e dopo lo sbarco di Salerno fu alla liberazione di Roma, ove conobbe il generale Charles de Gaulle. Ritornato in Algeria, nell'agosto 1944 fu impiegato nello sbarco in Provenza e nella campagna di Francia dove fu ferito a Colmar l'8 gennaio 1945. Si congedò nel 1950 a Parigi. Arruolatosi nell'esercito americano, partecipò alla guerra di Corea e percorse tutti i gradi dei sottufficiali fino a diventare "Chief warrant officier. Si congedò nel 1988 ed è morto a San Francisco nel 2008.[24]
- Don Marino Barreto Junior (Cuba, 1925-Milano, 1971), cantante di origine cubana, fu il protagonista delle estati musicali italiane dagli anni cinquanta fino al 1962. Originario del territorio di Matanzas, nel 1943 fuggì di casa giovanissimo per arruolarsi nella Legione in quanto il padre lo voleva dentista. Ferito in battaglia in Algeria, durante la convalescenza entrò a far parte della banda musicale della Legione a Sidi Bel Abbes. Giunse in Italia nel 1948. Ritornato a Cuba si laureò in lettere, ma dopo la presa del potere nel 1959 da parte di Fidel Castro, ritornò definitivamente in Italia. Morì nel 1971 di cirrosi epatica in un letto di corsia dell'ospedale Fatebenefratelli di Milano. Cantò: La più bella del mondo, Arrivederci e Un'anima tra le mani. Nel 1958 fu interprete di Altagracia, il primo videoclip della storia musicale italiana.
- Giuseppe Bottai (1895-1958), esponente del Partito Nazionale Fascista e ministro dell'Educazione nazionale. Si arruolò nella Legione nel 1944 con il consenso delle autorità politiche francesi, sotto il nome di Andrea Battaglia "per espiare le mie colpe di non aver saputo fermare in tempo la degenerazione fascista". Rimarrà nel Corpo fino al congedo del 1948 e nelle cui file combatterà contro i tedeschi, inquadrato nel 1º Reggimento di cavalleria con il grado di brigadier chef. Fu congedato per motivi di salute con il grado di sergente.
- Giulio Sibilla (Porto Maurizio, 25 giugno 1923 - Imperia, 25 agosto 1992), arruolatosi nella Regia Marina allo scoppio della seconda guerra mondiale, combatté in Africa nella battaglia di Eritrea, dalla quale l'esercito italiano ne uscì sconfitto ad opera del contrattacco britannico. Riuscito a salvarsi dallo scontro, con la sua nave fece ritorno verso la Base navale di Tolone, ove però, l'8 settembre 1943 a seguito dell'Armistizio di Cassibile, fu fatto prigioniero dall'esercito tedesco e condotto nel campo di prigionia di Saint Maxime. Qui, con la calma e la precisione che lo aveva sempre contraddistinto, studiò e mise in atto un metodo per evadere. Riuscitoci, Sibilla sfuggì alle truppe nemiche nascondendosi nei boschi che circondavano la zona, nei quali dopo un lungo peregrinare incontrò i Maquis francesi che lo indirizzarono alla Legione straniera francese, cui prese parte arruolandosi nella 3e Régiment étranger d'infanterie della 1re Armée française, Rhin et Danube. Tra il dicembre 1944 e il gennaio 1945 prese parte alla Battaglia delle Ardenne assieme al suo reggimento composto da 200 uomini, i quali, cercando di arginare l'attacco delle truppe tedesche, furono decimati tranne lui ed un altro suo compagno. Il 24 marzo 1945, quando i tedeschi cercarono di compiere gli ultimi atti cercando di sfondare nella zona circostante ai boschi di Jockgrim, sul confine col il Basso Reno, egli con la sua mitragliatrice decimò una grossa pattuglia nemica riuscendone a fermare l'avanzata. A seguito di questi atti, il 7 maggio 1945, il Comando della Legione straniera, su approvazione del Général Schlesser, Comandante della 5e Division Blindée e del Général Boutaud de Lavilléon, gli venne conferita la Croix de guerre 1939-1945 assieme alla Stella di bronzo ed ebbe l'onore di conoscere il Generale Charles de Gaulle sfilando a Parigi sotto l'Arco di Trionfo assieme alle truppe alleate. Rientrò in Italia nel 1946. Di carattere introverso e taciturno, solo nel 1988 parlò delle sue memorie all'amico Stelvio Bozzano, Segretario dell'Associazione nazionale marinai d'Italia di Imperia, durante la cerimonia che gli conferiva il "Diploma di benemerenza della Presidenza Nazionale", il quale le riportò in uno scritto in seguito pubblicato. Oltre questo gli venne conferita la Croce al merito di guerra da parte del Capo di Stato Maggiore della Marina Militare e la cittadinanza onoraria francese come riconoscimento dei suoi meriti verso la Francia.

## Dal 1945 al 1954
- Ugo Bezzo nato a Ozzano Monferrato il 27 agosto 1931. Arruolatosi nella Legione nel 1949 fu assegnato al 1º Reggimento straniero di cavalleria e con esso partecipò alla guerra d'Indocina con il grado di caporal chef. Compì missioni in Algeria, Tunisia e Camerun e si salvò in Algeria in un attentato che fece saltare la jeep su cui prestava servizio con mansione di radiotelegrafista e nel quale morirono gli altri cinque soldati a bordo. Venne decorato nel 1956 con la Mèdaille Commèmorative des opèratione, securitè et maintien de l'ordre nell'Africa del Nord. Bezzo ottenne diverse decorazioni sul campo per missioni condotte in Indocina e si congedò nel 1957 con il grado di brigadier chef. Morì nel 1970 a causa di un incidente stradale. Il fratello ha continuato a mantenere vivo il ricordo del suo valore conservando le medaglie e gli attestati conseguiti sul campo.
- Rosario Maravigna, nato a Catania nel 1927. Nel 1944 aderì al separatismo siciliano e nel 1945 si arruolò nell'Esercito volontario indipendenza della Sicilia. Arrestato nel 1946 per renitenza alla leva, riuscì a fuggire e ad arruolarsi nella Legione. Fu inviato in Indocina e in Algeria. Dopo il congedo si stabilì a Montpellier (Francia). E morto nel 1986.
- Luigi Riccardi nato a Ruvo di Puglia il 17 ottobre 1927, deceduto il 05/02/2025, a ad Anguillara Sabazia (Roma), arruolatosi nella Legione nel 1945. Dopo un periodo di addestramento a Sidi Bel Abbes venne inviato in Indocina incorporato nella 13ª Mezza brigata. Decorato con una Croce di guerra d'argento il 30 settembre 1950, una Croce di guerra T.O.C. di bronzo il 23 giugno 1948 e infine con una Medaglia coloniale il 15 marzo 1947. Fu congedato nel 1955 e vive vicino a Roma.
- Natale Campigotto (Lamon, 1930-1990). Ex partigiano-infermiere, con lo pseudonimo "Portafortuna", del Battaglione "Gherlenda" operante nella Valsugana e nel bellunese durante la Resistenza. Terminata la guerra si arruolò nella Legione combattendo in Indocina.
- Fulvio Cattaneo (Curno, 27 novembre 1927- 6 dicembre 2015), ufficiale legionario a titolo straniero. Il 10 settembre del 1944 si arruolò in Francia nel 26º Reggimento di fanteria delle Forze francesi interne dal quale fu congedato nell'agosto del 1945. Il 5 febbraio del 1946 entrò nella Legione combattendo in Indocina ove fu promosso al grado di sergente, decorato della Medaglia militare nel 1953 e nominato cavaliere della Legion d'onore nel 1961. Il 1º gennaio 1962 fu promosso sottotenente e, come capitano, fu congedato nel 1972. Nel 1974 assunse la direzione della "Casa del legionario" di Auriol, carica che mantenne fino al 1995.[25] Portò la reliquia della mano del capitano Danjou a Aubagne nel corso della cerimonia di Camerone nel 1988, fu nominato Grand Officier de la Légion d'honneur (2012), decorato della Médaille militaire (1958), ufficiale dell'Ordre national du Mérite, della croix de guerre des TOE (guerra di Indocina) con 7 citazioni, della croce del Valeur militaire (AFN) con 5 citazioni. Fu ferito due volte in combattimento e poté fregiarsi del porto della foraggera TOE del 3º Reggimento straniero di fanteria. Nel maggio 2012 è stato nominato Grande ufficiale dell'ordine della Legion d'onore.
- Arsenio Boschetti detto "Corea" (classe 1922) di Corbola (RO), attualmente residente a Bolzano. Si arruolò nella Legione nel 1947 con Beniamino Leoni e combatté in Indocina.[26] La sua storia è stata raccontata da Luca Fregona nel libro Soldati di sventura, edito da Athesia nel 2020.[27]
- Beniamino Leoni (Dro (TN), 28 novembre 1924, Bolzano, 19 settembre 2001). Volontario in Grecia durante la seconda guerra mondiale, partigiano nella Resistenza, autista di Tazio Nuvolari nel dopoguerra e minatore in Francia a Billy-Montigny. Leoni, nel 1944, fu istruttore nel campo di concentramento di Buchenwald della Gioventù hitleriana e conobbe Léon Blum e Mafalda di Savoia. Il 9 maggio 1947 si arruolò nella Legione a Parigi. Trasferito a Sidi Bel Abbes per l'addestramento, nel dicembre fu inviato in Indocina per combattere contro la resistenza dei Viet Minh. Il 20 marzo 1948 disertò passando tra le file degli insorti combattendo contro i francesi. Terminata la guerra nel 1954, passò un anno in Cina, rientrato in Vietnam chiese e ottenne di essere riconsegnato ai francesi. Sottoposto alla Corte marziale a Saigon e accusato di "aiuto illegale" ai Viet Minh, Leoni fu condannato a un anno di carcere. Scontata la pena e riconsegnato alla Legione, a Sidi Bel Abbes fu nuovamente condannato a tre mesi di lavori forzati ed espulso dal Corpo con disonore nella primavera del 1957.Fu decorato dal presidente Sandro Pertini come eroe della Resistenza.[28]
- Beppino Goruppi (Trieste, 1930 - Perugia, 1951), ex partigiano e combattente della RSI, nel 1947 dopo aver emigrato clandestinamente in Francia ed esser stato arrestato dalla polizia francese, fu costretto per non esser imprigionato ad arruolarsi nella Legione straniera francese a Sidi Bel Abbes in Algeria. Combatté nella guerra d'Indocina contro i ribelli Viet Minh, dai quali fu catturato nel corso di uno scontro a fuoco. Liberato in circostanze avventurose per l'intercessione di una signora italiana ivi residente, Goruppi rimpatriò a Trieste.
- Enrico (Ricu) Chiappano di Zerba, un piccolo comune piacentino. A 8 anni d'età tentò di buttarsi dal tetto della scuola di Zerba usando un ombrello come paracadute. Nel 1944 aderì volontariamente all'esercito della Repubblica sociale italiana di Salò e fu catturato prigioniero degli inglesi. Terminato il conflitto si arruolò nella Legione e congedato intraprese l'attività imprenditoriale nel settore della trasformazione dello zucchero. Mercenario nel Congo belga, fino al ritorno in Italia dove, paradossi della burocrazia, fu chiamato ad assolvere al servizio militare di leva, a Pisa nei paracadutisti della "Folgore". La sua vita avventurosa è stata descritta da Riccardo Finelli in Storie d'Italia. Viaggio nei Comuni più piccoli di ogni regione, edito da Incontri Editrice, nell'anno 2007.
- Franco Rizzotti (Novara, 1925-1988). Si arruolò nella Legione nel 1948 e prestò servizio a Sidi Bel Abbes in Algeria. Nel 1949 vinse il titolo nazionale francese delle forze armate nella categoria dei pesi medi. Congedatosi nel 1951, passò al pugilato professionistico.
- Francesco Panitteri (Trapani, 1921-1990). Avvocato, volontario di guerra, pilota, magistrato, giornalista fu funzionario del Partito Fascista Repubblicano. Si arruolò nel 1948 e partecipò alla guerra d'Indocina, dove perse gamba e un braccio. Nel 1980, nel corso dell'anniversario della cerimonia della battaglia di Camerone a Aubagne, fu il portatore della reliquia della mano di legno del capitano Jean Danjou, risultando il primo italiano ad avere questo privilegio. Fondò 1978 l'Associazione nazionale ex combattenti nella Legione straniera. Nel 1979 fu decorato con la croce della legion d'onore.
- Giampiero Vigilanti (classe 1930) di Prato. Nel 1948 si arruolò nella Legione. Nel 1954 partecipò alla guerra d'Indocina, ove catturato dagli insorti Viet Minh fu sepolto vivo in una buca. Sopravvisse nutrendosi di scarafaggi e fu liberato dopo una settimana dai camerati legionari. Rientrato in Italia si stabilì a Prato. Suo malgrado fu coinvolto nelle indagini relative agli assassini del Mostro di Firenze, ma fu completamente scagionato da ogni accusa. Ereditò da un parente americano una fortuna. La sua vita è stata narrata da Enrico Ruggeri in "Quante vite avrei voluto. 21 storie al bivio", edito da Rizzoli, nel 2007.
- Nello Bardi Roma, 31 marzo 1932 - Malakoff (F), 1989. Prestò servizio nella Legione dal 1949 al 1954 combattendo in Indocina incorporato nello squadrone L.V.T (carri anfibi Alligatori) del 1º Reggimento di cavalleria (REC). Nel 1991 sono state pubblicate le sue memorie legionarie in "Des hommes simplement".
- Antonio Sottosanti (Verpogliano di Gorizia (oggi Erpelle-Cosina), 1928-Piazza Armerina, 2004) detto "Nino il fascista". Giovane, si arruolò nella Legione con il nome di Alfredo Solanti e fu inquadrato nell'ERA (Equipe Reinsegnement Action), una sorta di servizio segreto interno. Militante di estrema destra, si stabilì a Milano e tra il 1966 e il 1969 frequentò il circolo anarchico Ponte della Ghisolfa, ove conobbe il ferroviere Giuseppe Pinelli. Il 19 giugno 2000 il "Corriere della Sera" in un articolo ricostruì il ruolo di Sottosanti, che assomigliava fisicamente all'anarchico Pietro Valpreda, coinvolto nelle prime indagini su Piazza Fontana. Intervista a Sottosanti.[29]
- Giorgio Adamo Muzzati (1932-2009). Si arruolò nella Legione nel 1949. Combatté in Indocina ed entrò nell'Organisation armée secrète.
- Andrea Funitto originario di Guglionesi nel Molise, ora abita a Parigi. Alla fine del 1949 raggiunse la Francia e si arruolò nei paracadutisti della Legione. Dopo un periodo di addestramento a Sidi Bel Abbes in Algeria, nel 1951 fu trasferito in Indocina, la colonia francese nel sud est asiatico sconvolta dalla guerriglia organizzata dai Viet Minh che si battevano per l'indipendenza. Promosso al grado di sergente, partecipò a numerose azioni di guerra e catturato dai Viet riuscì, dopo una fuga rocambolesca, a rientrare nelle file della Legione. Nel 1953 rientrò in Algeria ove prese parte ad azioni contro la guerriglia locale. Terminato il suo periodo di ferma, nel 1955 si stabilì in Francia a Parigi. La sua avventura legionaria è stata recentemente descritta da Domenico Aceto in "Legionario in Indocina", edito da Mursia nel 2006[30].
- Julio Lostraco (Bugnara, 1911-Villeneuve-Saint-Georges, 2005). Si arruolò nella Legione prestando servizio tra il 1949 e il 1960 in Algeria, Tunisia, Marocco, Indocina e Madagascar nel 1°, 6°, 3° e 5° REI. Fu decorato della Croce di combattente e della Medaglia Coloniale dell'Estremo Oriente.
- Jean Daprai (Rovereto, 22 settembre 1929-2019), pittore. Dopo avere frequentato l'Accademia di belle arti di Brera e la Scuola d'Arte Sacra di Milano, nel 1949, Daprai si arruolò nella Legione rimanendovi fino al 1954. Stabilitosi a Parigi continuò la sua carriera artistica.[31]
- Mario Giannotti (Lucca, 8 agosto 1922- Dien Bien Phu, 14 aprile 1954). Si arruolò nella Legione il 15 ottobre 1949, con la matricola 68.474. Il 5 novembre 1949 viene subito imbarcato per Orano e incorporato nel 4° REI. Il 13 giugno 1950 raggiunge Haiphong e viene distaccato al 5° REI. Il primo ottobre del 1952 viene nominato 1ère classe. Il 7 febbraio 1953 viene inviato presso il CPLEM. Il 29 settembre 1953 firma per altri 18 mesi a partire dal termine del suo primo contratto. Il 17 novembre del 1953 raggiunge Saigon e viene assegnato alla 2ª Compagnia del 1º Battaglione della 13ª DBLE. Il primo aprile 1954 viene nominato caporale. Viene ucciso in combattimento nel 1954 a Dien Bien Phu, nel Vietnam del nord. Citato all'ordine di Brigata il 4 luglio 1952; medaglia coloniale (brevetto n. 336 448); croce di guerra TOE con stella in bronzo e, infine, medaglia commemorativa della campagna d'Indocina.
- Derino Zecchini (Gradisca di Spilimbergo, 1929), ex partigiano comunista friulano. Nel 1950 si arruolò nella Legione. Prestò servizio in Algeria e in Indocina, dove nel 1951 disertò per passare con la guerriglia Viet Minh. Rientrò in Italia nel 1957. Raccontò la sua avventura nel libro: "Dietro la cortina di bambù. Dalla Resistenza ai Viet Minh. Diario 1946-1958", a cura di Sabrina Benussi che fu pubblicato nel 2006.
- Aldo Ravaioli (Villadossola, 1932-2009). Si arruolò nella Legione nel 1950 e compì l'addestramento al 1º Reggimento straniero a Saida. Combattente pluridecorato nella guerra d'Indocina come caporal chef presso il 2° REI si congedò nel 1955. Nel 1961 creò, con Francesco Panitteri, l'A. N. I.E.L., l'Associazione Nazionale ex legionari della Legione straniera francese, a Padova e nel 1997 fu il portatore della mano del capitano Danjou nel corso della cerimonia della battaglia di Camerone a Aubagne[32].
- Carlo Maran (San Giorgio di Nogaro, 24 febbraio 1921-2000). Marinaio imbarcato su un cacciatorpediniere prese parte alla seconda guerra mondiale. Emigrato nel 1950 in Francia lavorò come minatore a Maricourt. Il 12 dicembre 1951 si arruolò a Parigi nella Legione. Trasferito a Sidi Bel Abbes fu poi a Meknès, in Marocco, per l'addestramento basico. Nel maggio 1952 fu destinato in Indocina per combattere gli insorti Viet Minh inquadrato nel 2°RE. Partecipò alla Battaglia di Dien Bien Phu, ove catturato fu internato per quattro mesi in un campo di prigionia. Liberato il 10 settembre 1954 ritornò in Algeria. Nel marzo del 1955 tentò la diserzione, ma sorpreso, fu processato ed espulso dalla Legione. Rimpatriato, dopo due anni, emigrò come muratore in Germania. La sua avventura legionaria è stata descritta da Giorgio Coianiz in "La Legione Straniera. 1954 un friulano nell'inferno di Dien Bien Phu", edito da Aviani nel novembre 2007.
- Carlo Chiesa (20 maggio 1936) di Castel San Giovanni (PC), deceduto a Castel San Giovanni il 22 ottobre 2019. Giovanissimo si arruolò nella Legione barando sull'età anagrafica e vi prestò servizio per otto anni. Combatté in Algeria contro i ribelli e in Indocina nella guerra contro i Viet Minh. Mercenario in Congo negli anni sessanta, Carlo Chiesa fu per sette anni combattente al soldo del colonnello Bob Denard e del belga Jean Schramme. Fu ampiamente intervistato nel 1972 dal giornalista Enzo Biagi per il servizio televisivo della Rai: Soldati di sventura. Dal 1972 al 1989 svolge la professione di agricoltore a Castel San Giovanni.
- Giovanni Bettazzi (Roma, 23 settembre 1930) si arruolò nella Legione nel gennaio 1952. Assegnato ai paracadutisti del 1° BEP fu inviato in Indocina e partecipò alla battaglia di Dien Bien Phu distinguendosi per il valoroso comportamento durante la difesa del caposaldo "Eliane 3-4". Ferito, fu fatto prigioniero il 7 maggio 1954 dopo la caduta di Dien Bien Phu, e costretto ad una marcia di 45 giorni nella jungla. Raggiunta nello stesso anno la guarnigione di Sidi Bel Abbes, partecipò alla guerra d'Algeria. Fu congedato nel gennaio 1957. Decorato Cavaliere della Legion d'onore, della Medaglia Militare, della Croce di guerra T.O.E. con quattro citazioni, di cui una all'ordine dell'Armata, della Croce al Valor Militare, della Croce di Ferito, della Croce di Combattente Volontario, e di due citazioni collettive all'ordine dell'Armata, è considerato il legionario italiano con più decorazioni militari.
- Renato Ghigo (Lione, 1927-2007). Nacque a Lione in Francia, terra di emigrazione della sua famiglia di origine piemontese, e nel 1943 giovanissimo aderì alla Resistenza italiana combattendo fra i partigiani della Val Chisone. Nel 1952 si arruolò nella Legione prendendo parte alla Guerra d'Indocina e alla repressione degli insorti in Algeria.[33]
- Antonio Cocco (Padova, 1934 - Dien Bien Phu, 29 marzo 1954). Si arruolò giovanissimo nella Legione nel 1952 abbandonando gli studi scolastici superiori dopo un diverbio con un suo professore. Combattente in Indocina, cadde nel maggio del 1954 a Dien Bien Phu nella difesa della “Ridotta Isabelle”. Postumo, fu pubblicato il suo epistolario consistente in 165 lettere spedite dal ragazzo alla famiglia in due anni, intitolato "Ridotta Isabelle", vincitore del 33º Premio Pieve Saverio Tutino, il concorso per scritture autobiografiche inedite organizzato dall’Archivio diaristico nazionale di Pieve Santo Stefano. .
- Elio Della Casa Santunione (Formigine, 16 marzo 1934 - 17 luglio 2012) ha raccontato la sua esperienza di legionario impegnato nella guerra d'Algeria on line.[34]
- Giulio Salierno, ex neofascista, condannato all'ergastolo e ricercatore. Nato a Roma nel 1935, fu coinvolto a 18 anni in gravi episodi di violenza politica e comune, ricercato in Italia, riparò nel 1953 nella Legione. Arrestato in Algeria nel 1954, fu estradato in Italia. Liberato nel 1968 e riabilitato, condusse la lotta contro le istituzioni manicomiali e totali, e, con altri esponenti politici, tra cui Umberto Terracini, promosse la riforma del sistema carcerario. È autore di: La spirale della violenza, De Donato, Bari 1969; Il carcere in Italia (in coll.), Einaudi, 1971; Il sottoproletariato in Italia, Savelli, Roma 1972; Autobiografia di un picchiatore fascista, Einaudi, 1976; La violenza in Italia, Mondadori, 1980; La carcassa del tempo (in coll.), Pellicani, Roma 1988; Fuori margine. Testimonianze di ladri, prostitute, rapinatori, camorristi, Einaudi, 2001. Ha lavorato per il Consiglio Nazionale della Ricerca ed è stato docente di sociologia generale nell'Università di Teramo. È morto nel 2006[35].
- Giuseppe Bruno Corbo (Campobasso 1931 - 2011). Si arruola nella Legione Straniera il 22 aprile 1953, assegnato alla 76/3 Compagnia del Genio, con matricola 97932. Due croci di guerra al valore e quattro medaglie commemorative per le operazioni nelle guerre d'Indocina, di Suez e d'Algeria, oltre l'attestato di "Riconoscenza della Nazione per i servizi resi alla Francia" - tra i pochi ad averlo ricevuto del Ministero della Guerra di Parigi - sono il frutto di 5 anni di arruolamento volontario nella Legione Straniera Francese. La data del congedo è il 22 aprile 1958. Ha ricoperto la carica di Presidente degli ex-Legionari d'Italia.
- Aurelio Dell'Asino (Maseris di Coseano (UD) il 8.6.1928 - Saigon, Vietnam, 5.6.1954). Già operaio nella miniere di potassio dell'Alsazia. Arruolato nel 1° R.E.C.il 1º marzo 1952 a Marsiglia con matricola 90761. Combattente nella guerra d'Indocina dal 18.6.1953, fu decorato con la medaglia coloniale. Morì per le ferite riportate in battaglia a nord est di Qui-Nhon. Oggi è sepolto nel Sacrario di Frejus e la sua esperienza militare è stata narrata da Alessio Alessandrini in Il Legionario. Storia di amore e di emigrazione[36].
- Luigi Comorio (1931-1989) nato a Torino, si arruola nel 1953 sino al 1959 prestando servizio presso il 1º Re e 2° Rei in Algeria, Marocco, Tunisia e Estremo Oriente. Decorato con diverse onorificenze tra cui spicca la Croce al Valor Militare.
- Rodolfo "Rudi" Altadonna (Bolzano 18 luglio 1929 - Dien Bien Phu 21 aprile 1954). Figlio di una famiglia altoatesina di lingua italiana che opta per la Germania, nel 1940, a 11 anni, si trasferisce ad Augsburg in Baviera. La famiglia cambia il cognome italiano con uno tedesco e lui diventa Rudolf Springer. Per tutta la durata della guerra è inquadrato nella Hitlerjugend con funzioni di portaordini.[37] Alla fine della guerra, la famiglia torna in Italia e riprende il cognome Altadonna. Nel 1951 Rodolfo svolge il servizio militare nei paracadutisti del Reggimento Nembo. Tornato a Bolzano, trova un impiego come autista del birrificio Forst. Nell'aprile del 1953 si arruola nella Legione a Marsiglia. Il primo gennaio 1954 viene imbarcato per l'Indocina. Muore il 21 aprile 1954 a Dien Bien Phu, il suo corpo viene seppellito sul posto. La notizia della morte viene comunicata ai genitori un anno dopo dal Ministero della guerra francese. La sua storia è stata documentata sul quotidiano Alto Adige.[38] La sua storia è stata raccontata da Luca Fregona nel libro Soldati di sventura, edito da Athesia nel 2020.[39]
- Emil Stocker (Merano, 20 dicembre 1929 - 24 marzo 2020). Figlio di optanti altoatesini per la Germania a 10 anni viene mandato alla Reichschule fuer Volksdeutsche a Rufach in Alsazia, una scuola militare dove viene inquadrato nella Hitlerjugend. Dopo la guerra torna a Merano, nel 1951 firma l'ingaggio nella Legione presentandosi ad un ufficio di arruolamento ad Innsbruck, in Tirolo, all'epoca sotto il controllo francese. Da lì viene spedito a Fort San Nicolas a Marsiglia e poi in Algeria. Nell'estate del 1951 parte per l'Indocina, assegnato alla 11ª compagnia della 13ª Demi-Brigade. Dopo due anni, firma per restare altri due in Indocina. È ad Hanoi, nel Tonchino, nel delta del fiume rosso, e partecipa alla difesa di Dien Bien Phu (ridotta Beatrice). Si salva perché quando la base cade è bloccato ad Hanoi. È ad Hanoi quando la città viene consegnata al Vietminh e salpa con l'ultima nave diretta a sud. Si congeda nel 1955. In due album conserva 1.036 foto scattate in Indocina dal 1951 al 1954. Vive a Merano. La sua storia è stata documentata sul quotidiano Alto Adige.[40] La sua storia è stata raccontata da Luca Fregona nel libro Soldati di sventura, edito da Athesia nel 2020.[41]
- Giacomo Bordogna (Camerata Cornello, 3 Dicembre 1922 - Hanoi, 17 Dicembre 1951). Figlio di una famiglia contadina della Val Brembana emigrata in Francia, viene chiamato alle armi dal Regio Esercito al rientro della stessa in patria, nel 1942. Aggregato alla divisione paracadutisti di Viterbo ottiene il brevetto nel 1943 entrando a far parte del 184º Reggimento paracadutisti "Nembo" con cui serve fino al termine del conflitto. Entra nella Legione e nel 1950 è dislocato in Indocina, venendo assegnato al 2°BEP (e poi al 1°BEP), con il grado di caporale. Serve in Indocina fino al Dicembre 1951, quando muore ad Hanoi per febbre gialla.

## Dal 1955 agli anni sessanta
- Claudio Morganti nato ad Ascoli Piceno il 23 settembre 1937, nel 1949 si è trasferito con tutta la famiglia in Belgio, per raggiungere il capo famiglia Emidio Morganti che lavorava in miniera. Si arruolò nel 1956 nella Legione all'età di 19 anni ma dopo alcuni mesi disertò fuggendo attraverso il deserto, coprendosi sotto la sabbia di giorno per non essere riacciuffato, proseguendo la sua fuga di notte. Rimpatriato a Chapelle Lez Herlaimont in Belgio, dove rimase fino al 1964. Fece rientro in Italia nella sua Città di Ascoli Piceno, dove ha creato un laboratorio per la lavorazione di mobili e ha aperto circa tre negozi di elettrodomestici, dopo alcuni anni decise di sposarsi e di trasferirsi in Israele per alcuni anni dove divenne padre di una bambina. Di ritorno in Italia tornò di nuovo ad Ascoli Piceno, lavorando per un anno presso il Comune di Ascoli Piceno nel 1981, e successivamente per la Cartiera di Ascoli spa sino al 1982. Successivamente, a quanto riportato, ha gestito un banco di souvenir sotto i portici di Piazza del Popolo. È deceduto nella sua città natale il 29 novembre 2001, all'età 64 anni.
- Vincenzo Trombino (02/06/1930-1999) di Iglesias (CA). Ex seminarista, nel 1956 si arruolò nella Legione e combattendo in Algeria fu decorato della croce al valor militare. In seguito fece perdere traccia di sé non dando più informazione alla propria famiglia, al punto che nel 2002 fu al centro della trasmissione televisiva "Chi l'ha visto?" di Rai 3. Morì nel 1999 a Puyloubier, in Provenza, nel casa-ricovero degli ex legionari[42].
- Paolo Fantelli. A 18 anni d'età si arruolò nella Legione e fu inquadrato nei paracadutisti del 1° REP. Fece parte del Gruppo Delta 21 dell'Organisation armée secrète, l'organizzazione segreta militare che si opponeva con la forza all'indipendenza dell'Algeria dalla Francia. Catturato dalla polizia francese fu condannato a due anni di carcere. Nel 1964 fece ritorno in Italia. Intervista a Paolo Fantelli.[43]
- Sebastiano Veneziano nato a Siracusa nel 1934 si arruolò nella Legione nel 1957. Combatté nel corso della guerra d'Algeria. Congedatosi nell'aprile del 1962, ha vissuto a Genova e poi a Milano, dove attualmente risiede. È autore del libro "Legionario in Algeria 1957-1962" edito nel 2010.

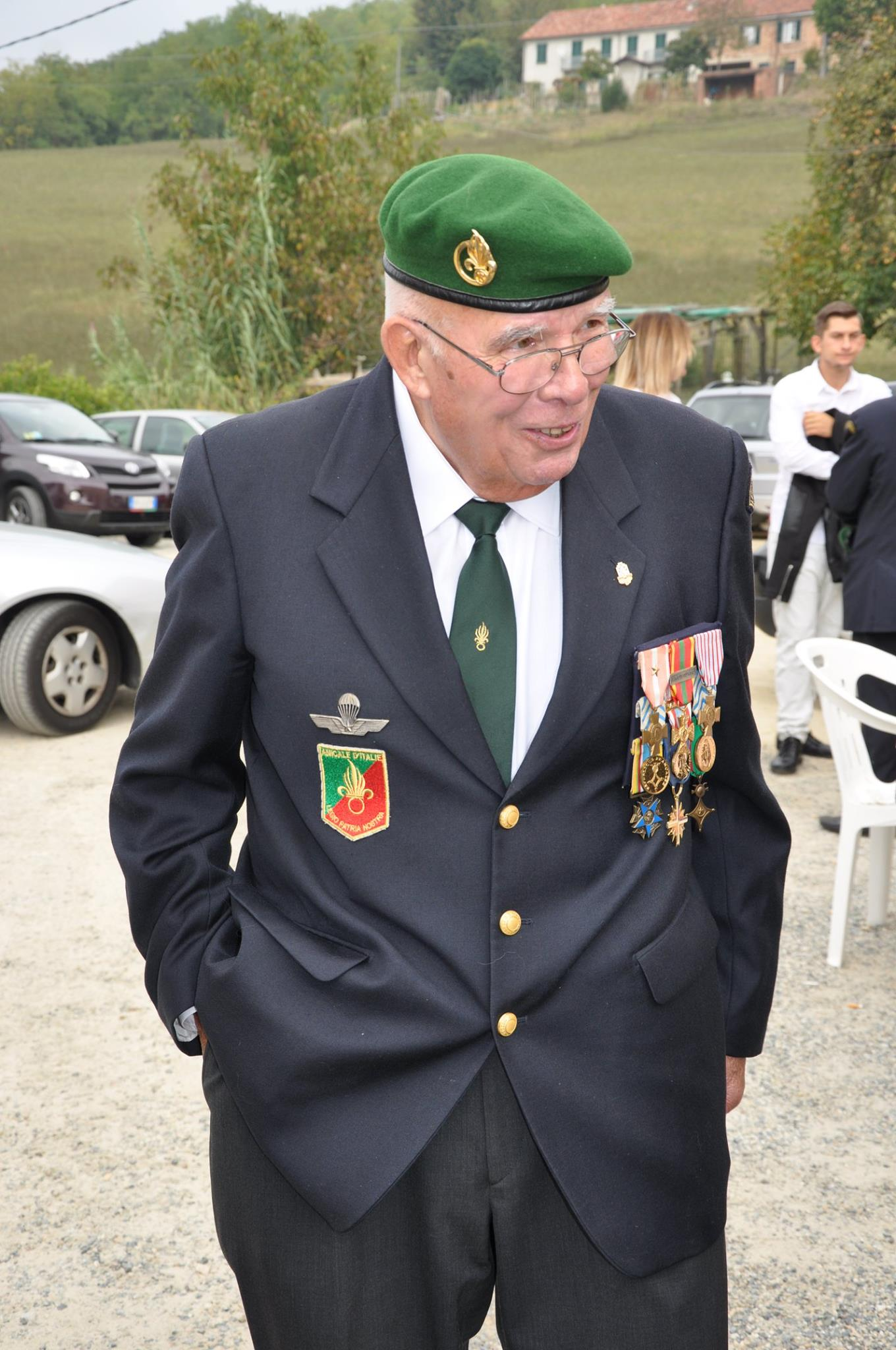
Recrosio Zampa Benito

- Recrosio Zampa BenitoBenito Franco Adolfo Recrosio Zampa nato a Ronco Canavese l'11 gennaio 1939 e deceduto il 09 febbraio 2019 a San Giorgio Canavese, dove risiedeva con la sua famiglia. Legionario di prima classe ha servito nella 13ª DBLE dal 1957 al 1962 in Algeria. Successivamente in Italia ha prestato servizio militare nella Brigata Folgore. Decorato con diverse onorificenze tra le quali spiccano la Croce al Valor Militare e la Croce di Combattente Volontario. È autore del libro "Je ne regrette rien. Legionario matricola 119335. Nella Legione straniera in Algeria 1957-1962", edito in Italia nel 2013 e successivamente in Francia, nel 2021, con il titolo “J'étais légionnaire en Algérie 1957-1962”. Dopo il rientro in Italia ha lavorato dal 1971 al 1979 per la Fiat, e dal 1979 al 1989 per la Italian Editrice - ITEDI Spa.
- Sauro Del Dotto (classe 1939) di Viareggio. Dal 1957 al 1962 si arruolò nella Legione per cui ha combattuto nella guerra d'Algeria. Dal 1988 al 1992 è stato iscritto all'albo dei giornalisti e pubblicisti collaborando con riviste e quotidiani locali. La grande passione per la lettura e la narrazione lo hanno spinto a scrivere il romanzo "I topi dell'autostrada", edito nel 2006, e "Fuga dal Sahara", edito da Il Molo nel 2008, nel quale racconta la sua avventura legionaria nata "per uscire dal conformismo, per ribellione e per allontanare i problemi del quotidiano"[44].
- Luciano Sanson nato a Conegliano (TV) il 25 febbraio 1939 detto "Africa", deceduto presso la casa di riposo di Feltre il 03 dicembre 2006. Da agosto 1957 ad agosto 1959 lavora in Italia, successivamente si trasferisce a lavorare in Svizzera e poi si arruola nella Legione a Marsiglia. Prestò servizio nei paracadutisti sino al 1964, sotto il nome di Luciano Dalida, in Algeria, Somalia, Tunisia, Madagascar, Congo e fu decorato con "Le Due Palme" e la Croce al valore. Nella primavera del 1961 partecipò al colpo di Stato di Algeri ordito dal generale Raoul Salan, contrario all'indipendenza dell'Algeria, con l'intenzione di deporre il generale Charles de Gaulle, oppositore dei golpisti, mediante l'occupazione militare di Parigi. Contenuto dell'intervista a Luciano Sanson del 2006.[45]
- Claudio Perone, romano classe 1939 e noto fotografo. Si arruolò nel 1958 prestando servizio nella guerra d'Algeria per cinque anni.
- Vittorio Tresti nato a Sant'Urbano (PD) il 22 gennaio 1939, deceduto a Nimes il 15 febbraio 2024. Arruolatosi il 21 ottobre del 1958 a Sidi Bel Abbes ha percorso tutti i gradi dell'esercito francese cominciando da sergent-chef nel 1966 si congedò nel gennaio del 1996 come generale di divisione. Ha frequentato la scuola interarmi nel 1966, dalla quale è uscito con il grado di ufficiale distaccato presso il 3° REI in Madagascar allo stato maggiore del Comando superiore delle forze francesi dell'Oceano indiano del sud, aiutante di campo del generale Bigeard. Capitano nel 1974, ha servito in Corsica presso il 2°RE comandante della 6ª Compagnia del GOLE, il gruppo operativo. Vittorio Tresti ha prestato servizio anche a Gibuti preso la 13ª DBLE. Capo di battaglione, nel 1980 ha frequentato la scuola di guerra dell'esercito francese, mentre dal 1982 al 1984 è capo di battaglione sempre al 3° REI, stanziato in Guyana, reparto che poi comanderà dal 1987 al 1989 come tenente colonnello. Nel 1989 è distaccato presso lo stato maggiore della 3ª Regione militare e nel 1991 alla Direzione della formazione militare superiore. Dal 1993 è ufficiale di stato maggiore al CMD di Marsiglia e posto in congedo il 23 gennaio del 1996 con il grado di generale. È deceduto nel 2024.
- Silvano Girotto (Caselle Torinese, 3 aprile 1939), più noto con il soprannome di "Frate Mitra" è un ex religioso ed ex guerrigliero comunista in America Latina. Personaggio controverso, la cui notorietà è legata alle vicende delle Brigate Rosse negli "anni di piombo".
- Raffaello Mascagni Nativo di Peccioli, combatté nella seconda guerra mondiale in una compagnia brasiliana delle forze alleate.[46] È considerato una leggenda tra gli italiani della Legione. Ha combattuto in Indocina e fu decorato della Legion d'Onore e della Medaglia militare oltre che ad altre diverse decorazioni. Insieme ad Aldo Nebiolo e Benito Recrosio Zampa, ha fatto parte dell'ANIEL distaccamento Nord Ovest.[47] È deceduto nel giugno del 2016 a Torino.
- Giustino De Vuono (8 maggio 1940 - 13 novembre 1994), originario di un paesino, Scigliano, della provincia di Cosenza. Combattente nella Legione dal 1958 al 1962 in Algeria, dalla quale fu congedato un anno prima della fine della  ferma per malattia, causa pleurite, è stato un malavitoso vicino alla 'Ndrangheta calabrese operativa a Milano. Con precedenti penali per rapina e per un doppio tentato omicidio, nel 1975 fu implicato nel rapimento di Carlo Saronio, un giovane simpatizzante dell'Autonomia operaia che morì nel corso del sequestro, per cui fu arrestato. Evaso nel 1977 dal carcere di Mantova, nel 1978 fu implicato nel caso del rapimento dell'onorevole Aldo Moro,[48][49] ma il suo coinvolgimento nel caso Moro fu successivamente escluso dalle testimonianze degli ex brigatisti Patrizio Peci (che ha affermato che De Vuono non faceva parte delle Brigate Rosse) e di Adriana Faranda (che ha negato di averlo mai conosciuto).[50] Espatriato clandestinamente nell'agosto 1978, fu arrestato in Svizzera nel 1981.[51] È deceduto nel 1994 nell'ospedale di Caserta, dove era stato trasportato per motivi di salute dal carcere di Carinola dove era detenuto. Secondo alcune fonti non è noto il luogo della sua sepoltura,[52] mentre secondo altre fonti sarebbe stato sepolto a Scigliano nella tomba di famiglia.[53]

## Ai giorni nostri
- Dante Stevenazzi  nato nel 1947 a Varese,  ha prestato servizio nella Legione Straniera francese per 35 anni. Paracadutista, commando, sommozzatore, istruttore di diverse specialità, nel reggimento del Genio. Mantenendo la base in Corsica ha operato in Guyana Francese, Gibuti, Repubblica Centraficana, Ciad, Mururoa. Ha partecipato a missioni internazionali con l’ONU in Libano e Cambogia ed in Bosnia Erzegovina con la NATO Si è congedato nel 1998 con il grado di Major. È autore di: "Una vita per la Legione. La Legione per la vita.", Éditions Maïa, 2023.
- Domenico (Dominique) Barbaro (Napoli, 1951-Avignone, 21 novembre 2008). Arruolatosi a 17 anni d'età, percorse tutti i gradi dei sottufficiali fino a raggiungere quello di capitano presso il 1° REC di Orange. Nominato nel 2000 cavaliere dell'Ordine nazionale al merito, fu anche insignito della medaglia d'oro della Difesa nazionale e presso il 1° REC ricoprì l'incarico di direttore tecnico del centro equestre. Il capitano Barbaro prestò servizio per 35 anni e si congedò nel 2005[54].
- Renzo Pampalon (classe 1950), padovano di origine, laureato in Scienze politiche. Legionario in Corsica negli anni settanta presso il Gruppo Operativo della Legione (G.O.L.E.) ha partecipato, tra l'altro, a interventi alle Comore (Mayotte) e a Gibuti Zaire. Fondò una scuola di sopravvivenza a Molina di Ledro, denominata "Born to live", ritenuta dai più un campo di addestramento per giovani della borghesia di Trento, la cui sede andò distrutta per un incendio doloso nel maggio 1993. Nello stesso anno la magistratura di Trento spiccò un suo mandato di cattura in quanto ritenuto implicato nel progetto golpista che prevedeva l'occupazione della sede Rai di Saxa Rubra a Roma. Il 3 giugno 1994 è stato arrestato in Francia, a Draguignan, a seguito del mandato di cattura internazionale emesso in data 24 febbraio 1994 dal tribunale di Roma per traffico internazionale di armi (elicotteri MI 8/ MI 10 Taurus, gas Somovac e RPG) oltre al colpo di Stato. L'8 marzo 2001 la Corte di Appello di Roma ha pronunziato la sentenza assolutoria per non aver commesso il fatto, in ordine a tutti i capi d'accusa.[55] Con lo pseudonimo di Labranche è autore di undici pubblicazioni autobiografiche riguardanti le sue esperienze vissute nel corso del servizio prestato nella Legione straniera.
- Roberto Noè (classe 1956), nativo di Demonte, prestò servizio nel 2° REI e nel 2° REP dal 1975 al 1980. È stato coinvolto nel progetto golpista che prevedeva l'occupazione della sede Rai di Saxa Rubra a Roma[56].
- Guglielmo Sinigaglia (Giulianova, 1953). Si arruolò nella Legione il 5 novembre del 1975 con il nome di Sinotto, matricola nr. 155666. Disertò l'8 agosto 1976 dal 4° RE di Castelnaudary. Fu condannato dalla magistratura militare francese per diserzione a otto mesi di carcere e amnistiato il 4 agosto 1981. È stato coinvolto nelle indagini per la strage di Ustica, del 27 giugno 1980, che causò la morte di 81 passeggeri del DC9 dell'Itavia caduto misteriosamente in mare.[57]
- Giampietro Mariga (Spinea, 1942-1998). Ex militante di Ordine Nuovo si arruolò nella Legione del 1976.
- Danilo Pagliaro (classe 1957) di Venezia. Arruolatosi nel 1994 ha prestato servizio presso la 13ª DBLE a Gibuti, al 1° REC e al DLEM di Mayotte come brigadier chef responsabile dei servizi subacquei. Decorato della medaglia d'oro della Difesa nazionale francese[58] ha partecipato alla missione NATO nell'ex Jugoslavia, a Sarajevo, e nella Repubblica Centrafricana. È autore nel 2016 con Andrea Sceresini della pubblicazione "Mai avere paura. Storia di un legionario non pentito", edito da Chiarelettere, un racconto autobiografico del servizio prestato nella Legione straniera. Sempre con Andrea Sceresini, nel 2018 pubblica "La Scelta. La mia vita nella legione straniera", edito da Chiarelettere.
- Raffaele Stammelluti (Roma, 1955) ex programmatore di computer si arruolò nel 1982, sotto il falso nome di Giorgio Sarti, per "raccontare su un giornale, in un libro, dal di dentro quanto succedeva" e dopo circa un anno di servizio presso il 2° REP disertò. Ha raccontato la sua esperienza in articoli pubblicati dal settimanale "Panorama"[59], dal quotidiano francese "Le Figaro" e in un servizio televisivo di Italia sera. È stato condannato in Italia a 14 anni di carcere per aver compiuto alcune rapine[60].
- Edoardo Milio (classe 1949) di Naso (Messina). Ha prestato servizio da 1982 al 1999 raggiungendo il grado di sergente Maggiore nel Senegal, Libano, Repubblica Centrafricana, Guyana Francese, Arabia Saudita, Irak, Kuwait, ex Jugoslavia, Muroroa (Polynesia Francese). Specialista "combat Choc", Genio d'Assalto, Giungla, Mine ed Esplosivi. È stato decorato della Medaglia Militare, della Croce di Guerra T.O.E., della Croce del Combattente,  della Medaglia d'Oro Difesa Nazionale, della Medaglia del Regno d'Arabia Saudita e Medaglia dell'Emirato del Kuwait.

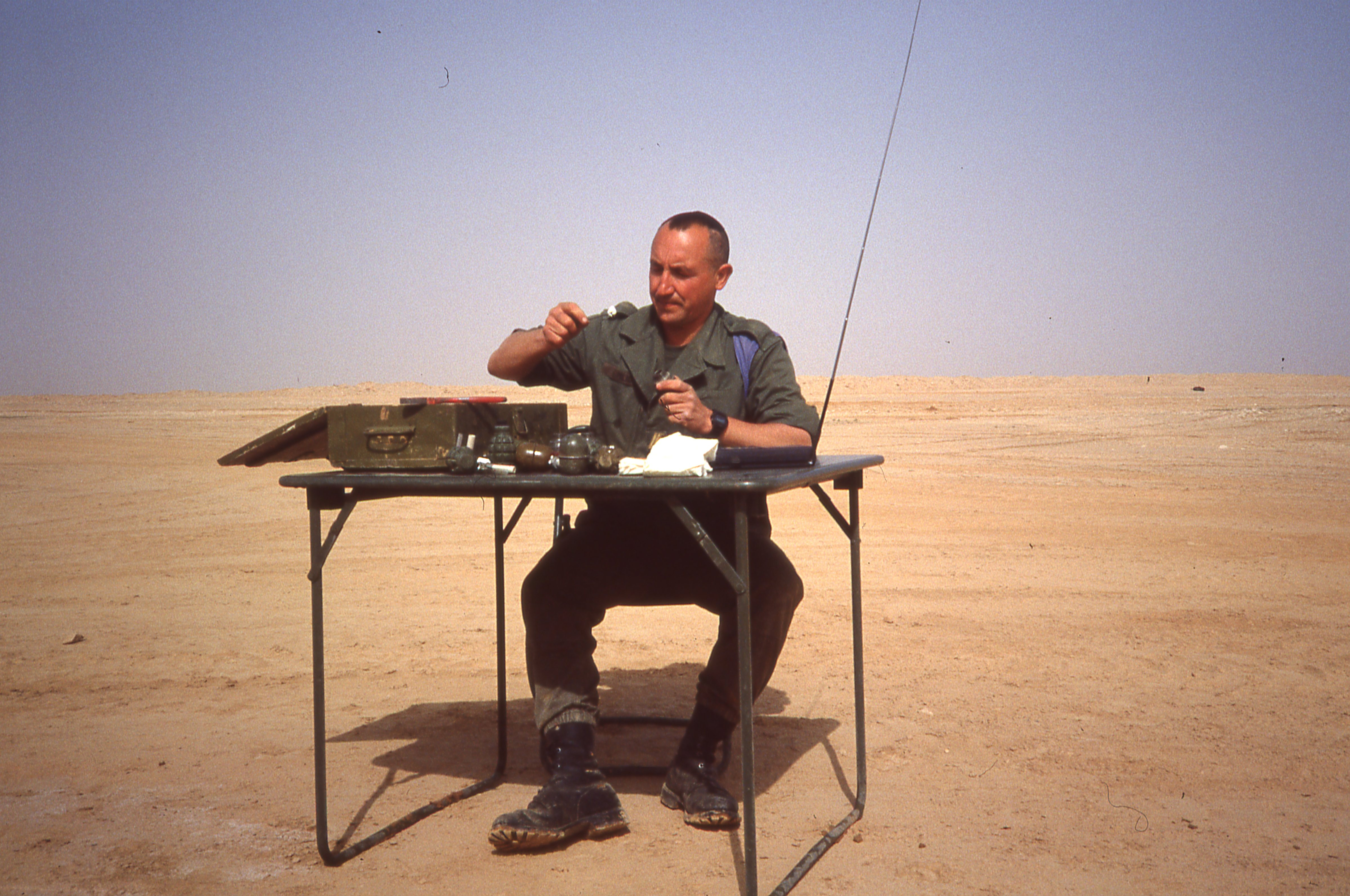
Sergente Maggiore Milio. Prima Guerra del Golfo 1991. Studio munizioni nemiche